# خویس مورنو (بازیکن فوتبال)
خویس مورنو (انگلیسی: Joyce Moreno؛ زادهٔ ۲۹ سپتامبر ۱۹۷۴) بازیکن فوتبال اهل اسپانیا است.
از باشگاه‌هایی که در آن بازی کرده‌است می‌توان به باشگاه فوتبال رئال اویدو، باشگاه فوتبال رئال مادرید کاستیا، باشگاه فوتبال لگانس، و باشگاه فوتبال گرانادا اشاره کرد.
وی همچنین در تیم‌های ملی فوتبال زیر ۱۶ سال اسپانیا، زیر ۱۷ سال اسپانیا، و زیر ۱۸ سال اسپانیا بازی کرده‌است.